# Paul Delaroche
Paul Delaroche, eredeti nevén Hippolyte Delaroche (Párizs, 1797. július 17. – Párizs, 1856. november 4.) francia festőművész, a francia történeti festészet nagy alakja.

## Életútja
Louis Étienne Watelet, majd Antoine-Jean Gros tanítványa, első sikereit 1827-ben kiállított két festményével (Duranti parlamenti elnök meggyilkolása Toulouse-ban, Erzsébet királyné halála) aratta. Ettől fogva legszívesebben olyan történeti jeleneteket festett meg, melyek korhűek, elég hatásosak, de nem nagyszerűek és nem is mindig valószínűek.

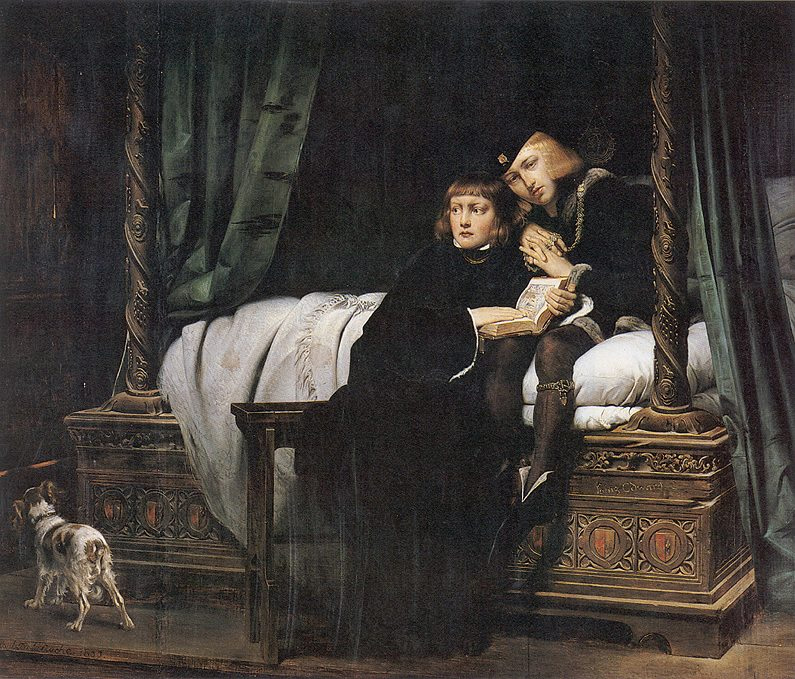
IV. Eduárd angol király gyermekei a Towerben haláluk előtt (Louvre, Párizs)

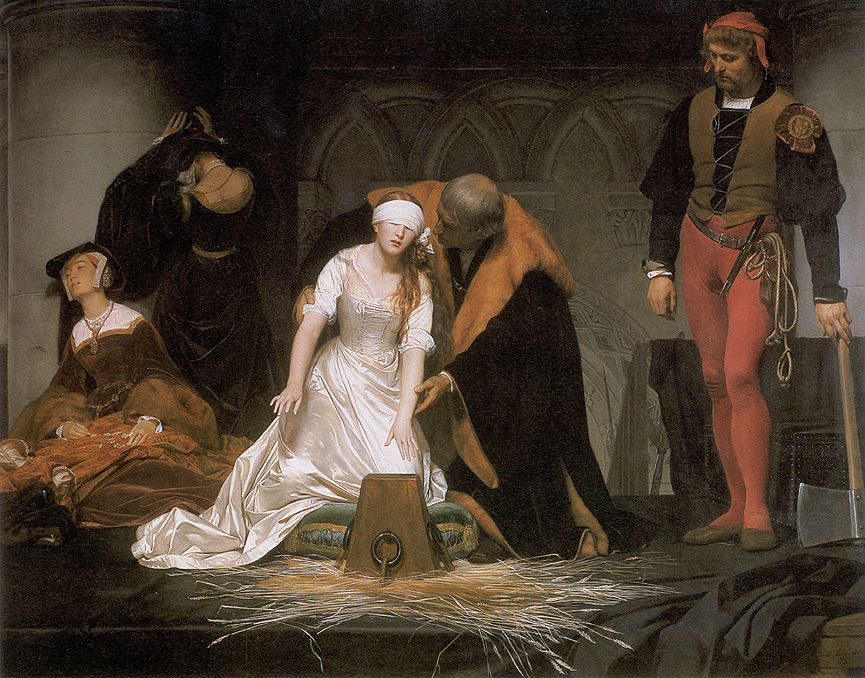
Jane Grey angol és ír királynő kivégzése

Ilyenek Richelieu foglyaival a Rhônen-on, A beteg Mazarin a kártyajátéknál, Cromwell I. Károly koporsójánál és IV. Edward gyermekei a Towerben haláluk előtt (1831) című képei, melyek közül különösen a két utóbbi roppant népszerűségre tett szert. 1834-ben Jane Grey a vérpadon című művével díjat nyert, de valamennyinél jobban dicsérték Henry Guise herceg meggyilkolása című festményét (1835), melyben sokan a történeti festészet csúcsát látták. 
Olaszországi tanulmányútjának (1834) és Ingres-nek a hatása látszik meg a párizsi művészeti akadémia azon termének félkörü falára (Hemicycle) festett nagy  falfestményén, melyben évenként a díjakat szokás kiosztani. Minden idő és ország nagy művészeit egyesítette e képen egy nagy bíráló bizottságként, de a hatásos világítás és színezés, a korhű jelmezek és a tudós elrendezés dacára is az egésznek hidegsége és az allegorikus alakoknak a történetiekkel való hiányos összeegyeztetése következtében a mű nem kelt valami nagy hatást. Nejének halálán érzett fájdalma szomorú, lírai hangulatú vallásos képek festésére indította. Ilyenek a Mária hazatér a Golgotáról, Mária a kereszt lábánál, Krisztus temetése, Jézus az olajfák hegyén, A vértanú leány. Későbbi történelmi festményei is mind rendkívül komolyak, így a francia forradalom történetéből: Mária Antoinette a halálos ítélet kihirdetése után, A girondisták a börtönben, vagy a Napóleon életéből vett Napóleon Fontainebleauban értesül a szövetségesek bevonulásáról Párizsba. Delaroche arcképei (Napóleon, Thiers, Guizot, Rémusat stb.) felületesek és kevéssé jellemzők. 
Próbálkozott a szobrászattal is. (Szent György bronzból). Delaroche 1832-től a francia és több más akadémia tagja, a porosz Pour le mérite rendjel tulajdonosa volt, képeit Franciaország legjobb rézmetszői reprodukálták. Delaroche volt a francia történelmi festészet egyik legnagyobb alakja, ő képviselte az arany középutat a romantikus és klasszicista irány között.